# Torquay United Football Club
Torquay United Football Club é um clube de futebol de associação profissional com sede em Torquay, Devon, Inglaterra. O clube participa na Liga Nacional, a quinta divisão do futebol inglês, tendo sido relegado da League Two na temporada 2013-14. Eles jogam no estádio Plainmoor e atualmente são gerenciados pelo jogador-gerente, Kevin Nicholson.
Os grandes rivais do The Gulls são os clubes: Plymouth Argyle e Exeter City. Mas como Torquay e Plymouth jogam em divisões diferentes, raramente se enfrentam. Atualmente disputam a National League South, que corresponde à 6ª divisão do futebol inglês.

## Títulos
- Southern Football League (Western Section): 1

1926–27
- Plymouth and District League: 1

1911–12
- Torquay and District League: 1

1908–09